# Lasianthus foetulentus
Lasianthus foetulentus är en måreväxtart som beskrevs av Colin Ernest Ridsdale. Lasianthus foetulentus ingår i släktet Lasianthus och familjen måreväxter. Inga underarter finns listade i Catalogue of Life.